# Hernando Arturo Prada
Hernando Arturo Prada (Colombia, 1973-2000) fue un criminal y asesino en serie colombiano, responsable del asesinato de 10 personas durante la década de 1990. Se sabe que por todos estos asesinatos fue sentenciado a 60 años de prisión.
Fue conocido como el Ángel de la muerte, y uno de los principales líderes de un grupo de delincuentes que se dedicaban a cometer hurtos en Bucaramanga.
Prada es recordado por ser un convicto que cometió varios crímenes, también por haber secuestrado un avión comercial que partía de Bucaramanga a Cúcuta con varios tripulantes a bordo. Prada logró que el avión aterrizara en una pista clandestina y huyó con un rehén, sin embargo, fue interceptado por un grupo de paramilitares de extrema derecha, quienes eran liderados por el comandante Julián.

## Secuestro aéreo y fuga
En febrero de 2000, Hernando Arturo Prada, secuestró un avión comercial con varios tripulantes (de 16 a 20 personas), todos fueron intimidados con un cuchillo, en especial el piloto. Prada secuestró el avión de la aerolínea AeroTACA que cubría el vuelo 7683; en un principio, había despegado de Bucaramanga con rumbo a Cúcuta (610 kilómetros al noreste, cerca de la zona fronteriza con Venezuela), sin embargo, después del transcurso de unos 8 minutos Prada hizo que el avión se desviara y aterrizara en una pista de aterrizaje clandestina cerca de Aguachica (al sur del departamento del Cesar). Una vez en la pista, un grupo de paramilitares se percató del incidente y declararon este suceso como «sospechoso», motivo por el cual decidieron mirar lo que sucedía. En el lugar se dieron cuenta de que se trataba de un secuestro. Prada huyó del sitio con un rehén de nombre Elkin Cristancho y quien trabajaba para el Instituto Nacional Penitenciario y Carcelario (INPEC). Después de varios días de búsqueda en una vereda conocida como La Moneda, de Sabana de Torres (Santander), varios funcionarios del INPEC fueron interceptados por el grupo paramilitar; estos finalmente comentaron que encontraron a Prada con el rehén, una vez neutralizado, los paramilitares rescataron a Elkin Cristancho y dieron de baja a Prada ya que intentó huir del lugar. 
Se sabe que Prada y el rehén se mantuvieron en la clandestinidad por 3 horas hasta que fueron interceptados ya que averiguaron sus identidades.
Las autoridades concluyeron que hubo varias irregularidades por parte de miembros de la fuerza pública en el momento en que Prada se encontraba en el aeropuerto, también cuando estaba dentro de la avioneta. Víctor Manuel Pérez, quien en ese entonces ejercía como comandante de la policía de Santander, aseguró que una de las falencias presentadas se dio cuando el reo Prada evitó pasar por la banda detectora de metales; se cree que hubo complicidad por parte de las autoridades. También se sabe que un despachador de vuelo advirtió a las autoridades que no estaba permitido que un pasajero estuviese esposado (en relación con Prada), motivo por el cual le fueron despojadas las esposas. Por último, otra de las fallas de los guardias fue que guardaron sus armas de dotación en una cajilla de seguridad del avión sin razón alguna. Todo esto hizo que Prada secuestrara libremente el avión.